# Distretto di Cidu
Il distretto di Cidu (七堵區S, Qīdǔ QūP), o distretto di Qidu, è un distretto della città di Keelung, situata a Taiwan.